# Cerebratulus luteus
Cerebratulus luteus är en djurart som tillhör fylumet slemmaskar, och som beskrevs av Heinrich Bürger 1890. Cerebratulus luteus ingår i släktet fläsknemertiner, och familjen Cerebratulidae. Inga underarter finns listade i Catalogue of Life.